# Мігель Анхель Лопес
Мігель Анхель Лопес Ніколяс (ісп. Miguel Ángel López Nicolás; нар. 3 липня 1988) — іспанський легкоатлет, який спеціалізується в спортивній ходьбі.

## Спортивні досягнення
Чемпіон світу у ходьбі на 20 км (2015).
Бронзовий призер чемпіонату світу в ходьбі на 20 км (2013).
Чемпіон Європи з ходьби на 20 км (2014) та 35 км (2022).
Багаторазовий учасник кубків та командних чемпіонатів світу з ходьби. Найвищий результат в особистій першості — 5 місце у ходьбі на 20 км (2014).
Багаторазовий переможець та призер кубків та командних чемпіонатів Європи з ходьби.
Чемпіон Європи серед молоді у ходьбі на 20 км (2009).
Учасник трьох Олімпійських ігор.

## Виступи на Олімпіадах
| Ігри | Місто          | Місце        | Дисципліна   |
| ---- | -------------- | ------------ | ------------ |
| 2012 | Лондон         | 5            | ходьба 20 км |
| 2016 | Ріо-де-Жанейро | 11           | ходьба 20 км |
| 2016 | DNF            | ходьба 50 км |              |